# 46e brigade d'infanterie (Royaume-Uni)
Pour les articles homonymes, voir 46e brigade.
La  46e brigade d'infanterie (en anglais 46th Infantry Brigade)  est une brigade de la British Army (armée de terre britannique). Elle servit au cours de la Seconde Guerre mondiale.